# 고이아스주
고이아스주(브라질 포르투갈어: Estado de Goiás)는 브라질 중앙에 위치하였으며 수도구역인 브라질 연방구, 마투그로수주, 마투그로수두술주, 미나스제라이스주, 바이아주, 토칸칭스주와 이웃하고 있다.

## 지리
주 전체가 평균 해발이 750 m에서 900 m사이의 브라질고원 위치하고 있으며, 파라나강의 지류인 파라나이바강, 상프란시스쿠강의 지류, 그리고 아라구아이아강, 토칸칭스강 및 그 지류들이 고이아스주에서 시작하여 각각 남쪽, 동쪽, 북쪽으로 흘러가고 있다.
대부분의 지대가 열대성 대초원으로 덮여 있으며, 강가 주위를 중심으로 열대성 숲이 존재하기도 한다. 그러나 최근 목축업 상승 및 농경지 개발에 의하여 대초원이 점점 줄어들고 있는 실정이다.
기후는 고지대 아열대성 기후이며, 연중 22도에서 26도사이의 기온을 유지한다. 계절은 크게 10월부터 3월까지의 우기와 4월부터 9월까지의 건기로 나뉘며 연중 강수량은 약 1,700 mm이다.

## 역사
미나스제라이스 지역에서의 금의 발견은 많은 유럽인들로 하여금 브라질 내부로 들어가게 하였다. 1682년 상파울루 사람 바르톨로메우 부에누 지 실바가 아라구아이아강 지류에서 금을 발견하여 많은 개척자들이 금을 찾아 고이아스 지역으로 들어온다. 그가 설립한 정착지 산타안나는 식민지 마을 고이아스벨류가 되며 1933년 지금의 주도 고이아니아가 계획되어 설립되기까지 고이아스 주도가 된다. 1822년 브라질 제국의 한 지방이 되며, 1889년 주로 승격된다.
1891년 브라질 헌법에 국가의 수도는 브라질고원으로 이전해야 한다는 조항에 따라 1965년 브라질 수도가 들어설 지역으로 고이아스가 지정되고, 1960년 공식적으로 수도 이전이 된다.
약 600,000 km2의 광활한 영역에 따른 불편함에 따라 북부지역 분리의 필요성이 제기되었고, 마침내 1989년 고이아스 북부지역이 분리되어 토칸칭스주가 된다.

## 경제
고이아스주의 주요 경제 활동은 목축업과 농업이다. 2000년 통계에 따르면 1800만마리 소가 고이아스에서 사육되고 있는데, 이는 인구 4명당 한마리의 소가 있는 양이다. 이는 브라질내에서 세 번째로 많은 양으로 목축업은 고이아스 주에서 중요한 경제 활동이다. 농업도 중요한 경제 영역인데 고이아스 주 GDP의 21 %을 차지하고 있으며, 사탕수수, 콩, 옥수수, 토마토, 쌀, 목화 등이 생산된다. 천연 광물 또한 주요한 생산물로 니켈, 망간, 코발트, 철, 금, 은 등이 생산된다. 고이아니아와 아나폴리스는 고이아스 주의 상공업 중심지로 식품가공업 및 제약 공장들이 있다.

## 주요 도시
주요 도시는 다음과 같다.
- 고이아니아
- 고이아스벨류
- 노보가마
- 루지아니아
- 바우파라이수지고이아스
- 세나도르카네도
- 아구아스린다스지고이아스
- 아나폴리스
- 아파레시다지고이아니아
- 이툼비아라
- 자타이
- 카탈랑
- 트린다지
- 포르모자
- 플라날치나지고이아스
- 피레노폴리스
- 히우베르지

## 인구
| 연도    | 인구      | ±%      |
| ------- | --------- | ------- |
| 1872    | 160,395   | —       |
| 1890    | 227,572   | +41.9%  |
| 1900    | 255,284   | +12.2%  |
| 1920    | 511,919   | +100.5% |
| 1940    | 661,226   | +29.2%  |
| 1950    | 1,010,880 | +52.9%  |
| 1960    | 1,626,376 | +60.9%  |
| 1970    | 2,460,007 | +51.3%  |
| 1980    | 3,229,219 | +31.3%  |
| 1991    | 4,012,562 | +24.3%  |
| 2000    | 5,004,197 | +24.7%  |
| 2010    | 6,003,788 | +20.0%  |
| 2022    | 7,056,495 | +17.5%  |
| Source: |           |         |

## 같이 보기
- 고이아니아 방사능 유출사고